# Slave to Love
Pour les articles homonymes, voir Slave et Love.
Singles de Bryan Ferry
Hold On (I'm Coming)
(1978) Don't Stop the Dance
(1985)
Clip vidéo
[vidéo] « Bryan Ferry - Slave To Love », sur YouTube
Slave to Love (esclave de l'amour, en anglais) est une chanson de l'auteur-compositeur-interprète britannique Bryan Ferry, premier single, extrait de son album Boys and Girls de 1985, un des principaux succès internationaux de sa carrière.

## Histoire
Bryan Ferry écrit et compose cette chanson glam rock et sensuelle sur le thème d'une relation amoureuse « Esclave de l'amour (oh), esclave de l'amour et je ne peux pas échapper, je suis un esclave de l'amour, et je ne peux pas m'enfuir... ».
Ce tube de la new wave des années 1980 est le premier single du chanteur après la séparation de son groupe Roxy Music (fondé en 1971) et l'un de ses titres les plus connus. C'est un succès dans plusieurs pays dès sa sortie, et sa reprise dans divers séries télévisées ou films, notamment 9 Semaines ½ d'Adrian Lyne, a renforcé sa notoriété,. L'album Boys and Girls est entre autres n°1 des ventes au Royaume-Uni, et n°2 en Europe.
Le titre est enregistré avec Guy Fletcher (du groupe Dire Straits) aux claviers. Les solos de guitares sont joués par Keith Scott (en), musicien accompagnant habituellement Bryan Adams, et Neil Hubbard (en). David Gilmour (du groupe Pink Floyd) qui a participé à l'enregistrement de l'album Boys and Girls et à qui ces solos sont parfois attribués à tort, a, en revanche, accompagné Bryan Ferry sur ce morceau lors du Live Aid le 13 juillet 1985,.
Bryan Ferry a réenregistré la chanson dans une version jazz des années 1920 sur son album The Jazz Age de 2012.

## Clip
Le clip est réalisé par Jean-Baptiste Mondino, avec la participation des mannequins Laurence Treil (en) et Christine Bergstrom,.

## Reprises et adaptations
Divers interprètes ont repris ce tube, dont Spandau Ballet, Tony Hadley, Willy DeVille, Elan Atias, Dan Kelly et Martha Wainwright en duo...

## Au cinéma et télévision
- Années 1980 : Deux Flics à Miami, série américaine[11].
- 1986 : 9 Semaines ½ d'Adrian Lyne, avec Mickey Rourke et Kim Basinger.
- 2004 : Amour et Amnésie, de Peter Segal.
- 2014 : Kingsman : Services secrets, de Matthew Vaughn.

## Classements hebdomadaires
| Classement (1985)                      | Meilleure place |
| -------------------------------------- | --------------- |
| Allemagne (GfK Entertainment)          | 30              |
| Australie (Kent Music Report)          | 29              |
| Belgique (Flandre Ultratop 50 Singles) | 11              |
| Canada (RPM 100 Singles)               | 75              |
| France (SNEP)                          | 45              |
| Irlande (IRMA)                         | 8               |
| Italie (FIMI)                          | 11              |
| Norvège (VG-lista)                     | 5               |
| Nouvelle-Zélande (RMNZ)                | 11              |
| Pays-Bas (Single Top 100)              | 33              |
| Royaume-Uni (UK Singles Chart)         | 10              |
| Suisse (Schweizer Hitparade)           | 18              |

## Certifications
| Pays                 | Certification | Date       | Unités certifiées |
| -------------------- | ------------- | ---------- | ----------------- |
| Espagne (Promusicae) | Or            | 2024       | 30 000            |
| Royaume-Uni (BPI)    | Argent        | 03/02/2023 | 200 000           |